# Sporting Union Agen Lot-et-Garonne

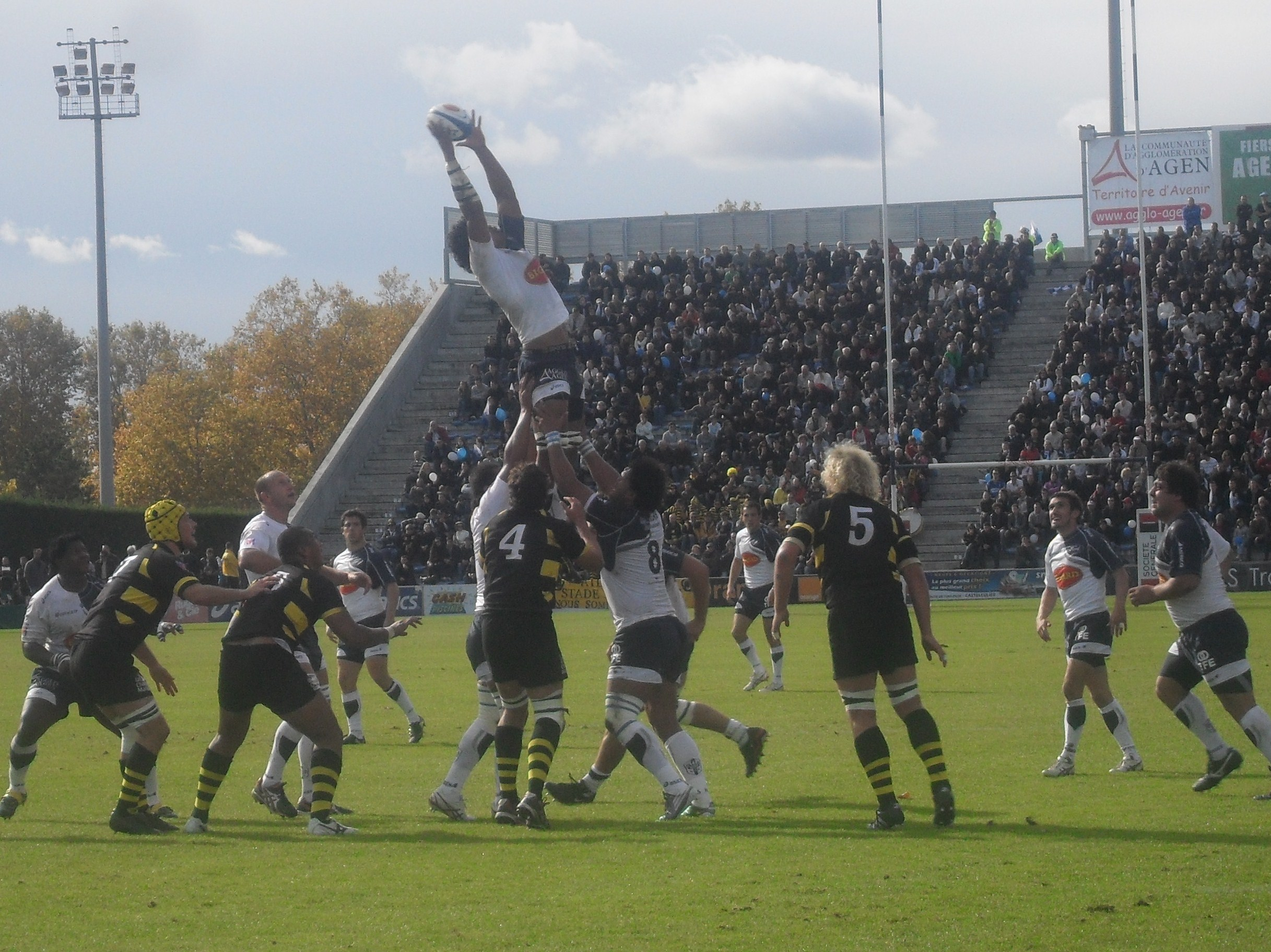
SU Agen tegen La Rochelle in oktober 2010

SU Agen Lot-et-Garonne is de rugbytak van de gelijknamige, maar dan zonder het departementale toevoegsel, Franse omnisportvereniging uit Agen. De club is acht keer landskampioen geweest, voor het eerst in 1930 en voor het laatst in 1988. Sinds 2010 speelt de club weer in de hoogste Franse rugbycompetitie, de Top 14.

## Geschiedenis
Het initiatief om rugby te spelen in Agen werd rond 1900 genomen door een drietal personen. Een leraar Engels, een tandarts en Alfred Armandie maakten een reis naar Engeland om kennis te maken met de regels van het rugby. Middels Sporting Club Agenais wordt er begonnen met het spelen van rugby en als in 1908 SU Agen wordt opgericht gaat men hieronder verder. Alfred Armandie wordt nog altijd gezien als de oprichter van de club en het is daarom dat het stadion naar hem is vernoemd.
De drie decennia volgend op 1962 worden gezien als de beste jaren voor SU Agen. Meerdere landskampioenschappen, vele spelers die uitkwamen voor de Franse nationale ploeg en het kader van de club dat actief was binnen de Franse nationale rugbybond FFR. Toch heeft de club de competitie nooit zo kunnen domineren gelijk een ploeg als Toulouse. Met drie landskampioenschappen is het de club die de meeste titels weet binnen te halen in Frankrijk in de jaren 60 van de twintigste eeuw.
Aan het begin van het seizoen 2006/2007 is de club sterk onderhevig aan veranderingen met zestien vertrekkende spelers, zestien nieuwe spelers en twee nieuwe oefenmeesters. Ondanks redelijke resultaten in de Heineken Cup degradeert de club in de nationale competitie, een traumatische ervaring voor de club en haar supporters. Met het kampioenschap van het tweede Franse niveau, de Pro D2, keert de club in 2010 weer terug op het hoogste Franse niveau, de Top 14.

## Erelijst
Kampioen van Frankrijk

1930, 1945, 1962, 1965, 1966, 1976, 1982, 1988
Kampioen van de Pro D2

2010